# Kerstin Gabrielsdotter
Kerstin Gabrielsdotter Körning (Osaby, 1529-1590) fue una noble sueca acusada de utilizar la brujería para asesinar a Lucrecia Gyllenhielm, hija ilegítima de Juan III de Suecia. Es posiblemente la única mujer de la nobleza acusada de brujería en Suecia.

## Biografía
El padre de Kerstin, Gabriel Körning, era jefe de distrito en Uppvidinge, su madre era Märta Jakobsdotter, hija de Per Olofsson, propietario de la granja Osaby en la parroquia de Tofta.
Kerstin se casó tres veces. Su primer marido, Måns Olofsson, murió a los 5 años de matrimonio, de él heredó la granja Getnö, que había sido requisada por Gustavo I de Suecia al ser acusado de contrabando, pero Kerstin la recuperaría a su muerte. También se convirtió en la propietaria de Osaby, la granja que fuera de su abuelo. Kerstin se casó por segunda vez en 1559 con el maestro de caballería Lindorm Person Ulfsax que murió en batalla, en Axes en 1565. En 1567, se casa por tercera vez con Joen Nilsson, maestro de cocina de Erik XIV y gobernador de Esmolandia. Por su matrimonio con Kerstin se convertiría en propietario de la granja Osaby.
Kerstin Gabrielsdotter tuvo tres hijos: su hija Margareta Ulfsax (1548-1622), su hijo Per Ulfsax (1562-1606), y su hijo Nils Joensson Rosenquist nacido alrededor de 1568.

## Las acusaciones de brujería
En 1585, cuando la hija del rey Juan III, Lucrecia Gyllenhielm murió, su prometido informó al rey de que corrían rumores de que la causa de su muerte se debía a las brujerías de Kerstin Gabrielsdotter. Era inusual que miembros de la nobleza fueran acusados de brujería, pero sobre Krestin también recaía la sospecha de haber asesinado a su marido. Wilhelmina Stålberg afirma en su libro de 1864 Anteckningar om svenska qvinnor  que Kerstin se habría salvado si hubiese conseguido que 12 mujeres de la nobleza avalasen su inocencia. También en la Crónica Rimada del Duque Carlos (Carlos IX de Suecia) se afirma que el rey le dio la oportunidad de desmentir la acusación mediante el juramento de 12 mujeres nobles pero no logró reunir doce testigos de esa categoría. Kerstin fue condenada a muerte y ejecutada. Otras fuentes de la época afirman que todavía vivía en 1590.